# Sogariya
Sogariya là một thị trấn thống kê (census town) của quận Kota thuộc bang Rajasthan, Ấn Độ.

## Nhân khẩu
Theo điều tra dân số năm 2001 của Ấn Độ, Sogariya có dân số 8832 người. Phái nam chiếm 53% tổng số dân và phái nữ chiếm 47%. Sogariya có tỷ lệ 74% biết đọc biết viết, cao hơn tỷ lệ trung bình toàn quốc là 59,5%: tỷ lệ cho phái nam là 85%, và tỷ lệ cho phái nữ là 62%. Tại Sogariya, 12% dân số nhỏ hơn 6 tuổi.